# محمدحسین آقاسی
محمدحسین آقاسی وکیل پایه یک دادگستری و عضو کانون وکلای دادگستری مرکز و حقوقدان است. او بیشتر، وکالت پرونده‌های متهمان سیاسی و امنیتی  را بر عهده می‌گیرد. قوه قضائیه ایران در برخی از پرونده‌های متهم‌های سیاسی و فعالین مدنی دادگاه وکالت او را نپذیرفته‌ و برای متهم وکیل تسخیری را به او ترجیح داده‌است. محمدحسین آقاسی به دلیل امضای یک بیانیه برای درخواست کمک از سازمان‌های بین‌المللی در شرایط همه‌گیری کرونا در ایران به مدت یک ساعت و ۳۵ دقیقه مورد بازجویی اطلاعات سپاه قرار گرفت.

## دیدگاه و نظرات
در خصوص سند امنیت قضایی که ابراهیم رئیسی، رئیس قوه قضاییه در سال ۱۳۹۹ ابلاغ کرد او بر این باور است که در پرونده‌های امنیتی و سیاسی، قضات وکلای متهمان را نمی‌پذیرند یا اجازه حضور در دادگاه به آنها نمی‌دهند. در پرونده‌های امنیتی، قضات معمولا حرف‌شنوی از نهادهای امنیتی دارند و عملا روند دادرسی را به یک جهت می‌برند و حرف متهمان را نمی‌شنوند. 

## وکالت
وی وکالت هنرمندان، فعالان اجتماعی و فعالان سیاسی از جمله محمدرضا شجریان، شراگیم یوشیج، فعالان محیط زیست، محمد نوری‌زاد، فرهاد سلمان‌پور ظهیر، منوچهر بختیاری، گیتی پورفاضل، بازداشت‌شدگان بیانیه ۱۴ فعال سیاسی ،جمشید شارمهد، رابرت لوینسون  و مریم فرجی  را بر عهده داشته‌است.